# لويس دي غير
لويس دي غير (بالسويدية: Louis De Geer)‏ هو رائد أعمال وتاجر ودبلوماسي سويدي وهولندي، ولد في 17 نوفمبر 1587 في لياج في بلجيكا، وتوفي في 19 يونيو 1652 في أمستردام في هولندا.

## وصلات خارجية
- لويس دي غير على موقع الموسوعة البريطانية (الإنجليزية)